# Henry Ford Bridge (1924)
Die Henry Ford Bridge, auch nur Ford Bridge, Cerritos Channel Bridge oder Badger Avenue Bridge, ist eine Klappbrücke über den Cerritos Channel in Long Beach im US-Bundesstaat Kalifornien, die 1924 eröffnet wurde und 1996 durch eine Hubbrücke ersetzt wurde. Sie war eine der letzten von Joseph Baermann Strauss gebauten Eisenbahn-Doppel-Klappbrücken in Nordamerika.

## Lage
Die Brücke führte über den Cerritos Channel und verband das Festland mit dem Terminal Island, wo sich bis 1997 der Long Beach Naval Shipyard, eine Werft der amerikanischen Kriegsmarine, befand. Über die Brücke führte die Harbor Belt Line, die Hafenbahn von Los Angeles. Östlich der Henry Ford Bridge stand die Commodore Schuyler F. Heim Bridge, kurz Heim Bridge genannt, die 1948 erbaut wurde und dem Straßenverkehr diente. Auch diese Brücke wurde in den Jahren 2015 bis 2020 durch einen Neubau ersetzt.

## Geschichte
Die Hafenbehörde vergab den Bau der Brücke im Oktober 1922 an die Strauss Bascule Bridge Company, die ihn in den Jahren 1923 bis 1924 durch die American Bridge Company durchführen ließ. Die Baukosten beliefen sich auf 980.000 US-Dollar. Bei Eröffnung war die Brücke eine der größten und massivsten Konstruktionen ihrer Art. Die Brücke diente bis zum Bau der Heim Bridge nicht nur dem Bahnverkehr, sondern auch dem Straßenverkehr.

## Bauwerk

Animierte Darstellung der Funktionsweise der Ford Bridge

Die Ford Bridge ist eine in Stahlfachwerkbauweise nach der Bauart Strauss ausgeführte Klappbrücke mit zwei beweglichen Brückendecks. Jedes Brückendeck hat eine Länge von 110 Fuß (ca. 34 m), dahinter befindet sich beidseitig ein massiver Brückenteil von 50 Fuß (ca. 15 m) Länge, der den über der Fahrbahn liegenden Drehzapfen des Gegengewichts trägt. Beidseits des mittleren Klappbrückenteils schließen sich Vorbrücken von 220 Fuß (ca. 67 m) Länge an. Das gesamte Bauwerk hat eine Länge von 760 Fuß (ca. 232 m).